# 叔丁胺甲硼烷
叔丁胺甲硼烷是一种硼烷氨的衍生物，由叔丁胺和甲硼烷组成。它是一种无色固体。
叔丁胺甲硼烷可以由叔丁基氯化铵和硼氢化钠反应而成：
t-BuNH3Cl  +  NaBH4   →   t-BuNH2BH3  +  H2  +  NaCl
在有机合成中，叔丁基硼烷胺可以用来选择性还原一些官能团，包括醛、酮、肟和亚胺。